# Липиця (Сежана)
Липиця (словен. Lipica), італійська назва Ліпіцца (італ. Lipizza) — поселення в общині Сежана, Регіон Обално-крашка, Словенія. Висота над рівнем моря: 396,4 м. Розташоване близько кордону з Італією. Липиця є одним з головних туристичних центрів карстової області Словенії.

## Конезавод
Від назви міста походить назва породи коней — ліпіцанерів. Липицька кінна ферма була створена в 1580 році Карлом II. Сьогодні кінний завод є повністю функціональним і породжує найкращих коней верхової їзди. Конезавод тепер також включає в себе готель і розважальний комплекс, сучасні доповнення до історичної обстановки.

## Назва
Назва походить від словен. lipa — «липа». Це дерево є символом як цієї області так і національним символом Словенії.

## Визначні пам'ятки в і поблизу Липиці
Поблизу Липиці знаходяться Шкоцянські печери — Світова спадщина ЮНЕСКО. Також поблизу знаходиться Виленицька печера — найстаріша туристична печера в Європі; перші туристи в печері були зареєстровані в 1633 році. У Липиці знаходиться художня галерея Августа Чернигоя, словенського/югославського художника, відомого своїми авангардними експериментами в конструктивізмі.